# 紅海蝴蝶魚
紅海蝴蝶魚，為輻鰭魚綱鱸形目蝴蝶魚科的其中一種。

## 分布
本魚分布於西印度洋的紅海及亞丁灣。

## 深度
水深1－15公尺。

## 特徵
本魚呈圓形，吻短，上下頜為藍色，眼間骨區域有多樣變化的線，點與三角形。頭部有3條黑色條紋，其中第二條通過眼睛、第三條延伸至背部。體為橘色，體側具有數十條深色橫帶，越往腹部越細。腋窩具有鱗片。背鰭白色，背鰭軟條部有黑邊，尾鰭黑色具白邊，臀鰭黑色，腹鰭橘色。背鰭硬棘13枚、背鰭軟條20至21枚；臀鰭硬棘3枚、臀鰭軟條19枚。體長可達13公分。

## 生態
本魚棲息於珊瑚礁，稚魚活動侷限於單一珊瑚頂部。成魚具有領域性，通常成對出現，屬肉食性。

## 經濟利用
為高經濟價值的觀賞魚。